# Râul Balvanyos
Râul Balvanyos este unul din cele două brațe care formează râul Turia.

## Hărți, articole
- Harta munții Bodoc-Baraolt  Arhivat în 29 ianuarie 2014, la Wayback Machine.
- Harta județul Covasna
- Muntele Puturosu